# Демьянское (Тюменская область)
Демья́нское — село в Уватском районе Тюменской области. Центр Демьянского сельского поселения.
Расположено на восточном берегу реки Иртыш, в 90 км от центра района, в 315 км от устья реки Иртыш, в 3 км от федеральной автодороги, в 436 км от областного центра. Население 2057 человек (2012 год).
Нефтеперекачивающая станция ЛПДС «Демьянское». Имеется школа, клуб, детский сад, 3 спортзала, 2 спортплощадки, 1 спорт-ядро, участковая больница с пунктом скорой помощи.

## История
Демьянское известно более 370 лет. В конце 1620-х — начале 1630-х гг. на берегу Иртыша был основан Демьянский ям. С 1780 года Демьянское числится центром волости. Первая церковь построена в селе в 1831 году.
При царе село было одним из центров политической ссылки. В 1923 году село Демьянское стало центром Демьянского района, в его состав входили 15 сельских советов.
В 1925 году функции и название района перешли к селу Уват.

## Городище
Неподалёку от села расположен археологический памятник средних веков Рачевское городище.

## Население
| 2010 |
| ---- |
| 1816 |